# Disguise (album)
Disguise è il quinto album in studio del gruppo musicale statunitense Motionless in White, pubblicato il 7 giugno 2019 dalla Roadrunner Records. 

È il primo album del gruppo in cui Justin Morrow fa parte della formazione, rimpiazzando Devin "Ghost" Sola al basso.

## Antefatti e promozione
Il 6 maggio 2018, il cantante del gruppo Chris Motionless annuncia via Instagram che alla fine del Warped Tour 2018 avrebbero dedicato tempo a scrivere canzoni per un nuovo album che sarebbe uscito nel 2019.
Il 17 aprile dell'anno successivo il gruppo annuncia la data di uscita ed il titolo del nuovo album "Disguise", pubblicando inoltre il doppio singolo Disguise/Brand New Numb.
Il 10 maggio 2019 viene pubblicato il terzo singolo Undead Ahead 2: The Tale of the Midnight Ride. 
Il 5 giugno 2019, pochi giorni prima dell'uscita dell'album, il brano Thoughts & Prayers debutta su BBC Radio 1 con lo show "BBC's Radio 1's Rock Show with Daniel P. Carter".
In favore dell'album, la band parte per il Trick or Treat Tour negli Stati Uniti (insieme ai We Came As Romans, After The Burial e ai Twiztid) e per il The Disguise Tour in Europa e nel Regno Unito (insieme a Tim Sköld).
Il 6 novembre 2019 pubblicano il video musicale di Undead Ahead 2: The Tale of the Midnight Ride con le riprese effettuate durante il Trick or Treat Tour.
Il 4 dicembre 2019 pubblicano un video musicale per Another Life, che sarà quarto singolo estratto dall'album.

## Tracce
1. Disguise – 3:58
2. Headache – 3:29
3. </c0de> – 3:49
4. Thoughts & Prayers – 4:01
5. Legacy – 3:33
6. Undead Ahead 2: The Tale of the Midnight Ride (seconda parte della canzone "Undead Ahead" da Creatures) – 4:34
7. Holding on to Smoke – 4:14
8. Another Life – 3:25
9. Broadcasting from Beyond the Grave: Death Inc. – 3:54
10. Brand New Numb – 3:42
11. Catharsis – 3:52

## Formazione
Motionless in White
- Chris "Motionless" Cerulli - voce, produzione, composizione
- Ryan Sitkowski - chitarra solista
- Ricky "Horror" Olson - chitarra ritmica
- Justin Morrow - basso, voci aggiuntive
- Vinny Mauro - batteria

Altri musicisti e produzione
- Drew Fulk – produzione, voci aggiuntive, composizione
- Tom Hane – engineering, composizione
- Justin Deblieck – vocal engineering, editing
- Jeff Dunne – engineering
- Gaiapatra – composizione
- Johnny Andrews – compositore
- Dave Rath – A&R
- Kim Schon – management
- Zach Dunn – cover art
- Sean Smith – design, layout
- Lindsay Adler – fotografia

## Classifiche
| Classifica (2017)             | Posizione massima |
| ----------------------------- | ----------------- |
| Australia                     | 32                |
| Austria                       | 69                |
| Svizzera                      | 65                |
| Regno Unito                   | 98                |
| Stati Uniti                   | 27                |
| Stati Uniti (Top Rock Albums) | 4                 |